# ایگناسیو رومو پورچاس
ایگناسیو رومو پورچاس (اسپانیایی: Ignacio Romo Porchas‎; ۱۷ ژوئیهٔ ۱۹۲۴ – ۱۱ مارس ۲۰۰۷) بازیکن بسکتبال اهل مکزیک بود. وی در بازی‌های المپیک تابستانی ۱۹۴۸ شرکت کرده‌است.